# 蘿莉咖啡店
《蘿莉咖啡店》（少女カフェ）是板倉梓的日本四格漫畫作品，中文版由東立出版社代理發行。
本作於芳文社旗下《Manga Time Lovely》2010年1月號起開始連載，隨著Lovely雜誌改版而移至《Manga Time Special》，並連載到2013年1月號為止。

## 作品簡介
本作舞台「舊金山咖啡店」是父親和5歲的雙胞胎女兒們一起經營的咖啡店，孩子們年紀雖小，卻相當可靠。
本作以此咖啡廳為與舞台，是本描寫父親、孩子們與客人間戶互動的溫馨喜劇。

## 登場人物
時任 一郎
舊金山咖啡店店長 店名取自蜜月旅行的目的地。
雖然在作品中看起來很沒用，但太太死後，靠自己撫養兩個小孩。
常被搭訕，曾被說長的很帥，美緒對此感到非常不可思議。但本人以女兒為重，不打算再婚。
有點孩子氣，有時候筑紫還比他考慮的更多。
店裡只有他會作料理，負責廚房作業。
時任 筑紫
5歲的女孩子，是美緒的雙胞胎姊姊。
母親死後自己提出要在店裡幫忙，在店裡當服務生。
個性可靠，不像是5歲小孩，偶爾還會有比父親更像經營者的發言。
工作能力高強，是店內的招牌少女。
時任 美緒
5歲的女孩子，筑紫的雙胞胎妹妹。
和姊姊一樣，自願到店裡幫忙。
和姊姊個性相反，行為比較像小孩子，經常不自覺的踩到別人的痛處，常有勁爆發言。
嘴型長畫成貓嘴，吃驚時的眼神很特殊。
一開始被說成是沒用的角色，後來變成冒失少女。
做事風格和筑紫相反，總是慢慢來，兩人剛好讓店裡風格取得平衡點。是店裡的另一名招牌少女。
真紀子
一郎的妻子，筑紫和美緒的母親，已經過世。
第1話從她過世1個月後，咖發廳重新營業的地方開始。她過世前在咖啡廳當服務生。
個性豪爽，喜歡吃美食，但有點笨拙。
女兒筑紫遺傳了她有話直說的性格。
和一郎是大學時代的同學。
葉月
真紀子的好友，是店裡的常客，是個女上班族，負責設計廣告文案。
一直找不到對象，常被揶揄「結不了婚」、「找不到對象」。
因為和真紀子很要好，留下了不少回憶。
很喜歡喝酒，常在酒醉後作出丟臉的行為。
工作時間彈性，卻也造成經常需要熬夜，總是隨身攜帶提神飲料。
是個旱鴨子。
宮嶋
咖啡店的常客，目前重考中。
號稱來店裡是為了讀書，但旁人聊天時常加進來一起聊天，夏天還去夏威夷玩，看不出來有在認真。
帶著眼鏡加上面無表情，讓其他人很難猜到他在想什麼，也讓他的笑話聽起來不像在開玩笑。
很喜歡貓。

## 出版書籍
日文版
- 2011年4月22日出版發行（2011年4月7日發售） ISBN 978-4-8322-6956-9

中文版
- 2012年12月28日出版發行 ISBN 9789863174219

## 註解
1. ↑  因為小學是義務教育，在咖啡廳幫忙僅限於幼稚園期間。
2. ↑  也不擅長料理，只會煮咖哩飯。
3. ↑  通常待超過半天。
4. ↑  深知自己酒品不好。
5. ↑  也常在店裡待超過半天。